# Jenny Lyne
Pour les articles homonymes, voir Lyne.
Pas d'image ? Cliquez ici

a Compétitions nationales et continentales officielles uniquement.

b Matchs officiels uniquement.
Dernière mise à jour le 27 juin 2025.
Jenny Lyne, née le 29 mai 1972 à Chichester (Angleterre), est une joueuse anglaise de rugby à XV, occupant les postes de deuxième ligne et de troisième ligne aile.

## Carrière
Jenny Lyne participe à la Coupe du monde en 2002 et 2006, disputant à chaque fois la finel perdue par son équipe face à la Nouvelle-Zélande,. Elle met un terme à sa carrière sportive après la compétition mondiale.

## Palmarès
- Finaliste de la Coupe du monde en 2002 et 2006.